# اباصلت صادقی
اباصلت صادقی (۱۳۴۸–۱۳۹۱ ) خوشنویس معاصر ایرانی و عضو عالی انجمن خوشنویسان ایران

## زندگی
اباصلت صادقی فرزند جمشید در سال ۱۳۴۸ خورشیدی در روستای همپا از توابع شهرستان تکاب، استان آذربایجان غربی دیده بر دنیا گشود و در کمتر از ۲ سال که از عمرش می‌گذشت از نعمت بزرگ حضور مادر در زندگی خویش محروم شد و سپس پدر وی برای ادامه زندگی ازدواج مجدد نمود و اباصلت نیز تا کلاس پنجم در همان مدرسه روستا به تحصیل ادامه داد و سپس به اتفاق خانواده، ساکن شهر تکاب شده و به زندگی و تحصیل ادامه داد، به دلیل مسایل خانوادگی و عدم سرباری بر خانواده و تأمین معاش خود به انجام امور خوشنویسی از قبیل تابلو نویسی، دیوارنویسی و حتی سنگ مزارنویسی روی آورد و این کارها را به دلیل داشتن علاقه وافر به کار هنری، با ذوق و اشتیاق تمام انجام می‌داد؛ و شاید بتوان گفت جرقه علاقه به خوشنویسی در همان موقع در ذهن استاد زده شده‌است.
در ادامه زندگی پر افت و خیز خود و به دلایل خاص و مشکلاتی که از «شرایط زندگی استاد» متأثر بود به استخدام نظام درآمد و در واحدهای مختلف تبلیغاتی، فرهنگی و اداری، بیش از هفتاد ماه در جبهه‌های جنگ ایران و عراق مشغول بود. در آن روزهای پر التهاب نیز لوازم خوشنویسی در کوله پشتی وی موجود بود تا در سنگر هم به تمرین خط بپردازد.

## آغاز خوشنویسی و زندگی حرفه‌ای
استاد اباصلت صادقی در سال ۱۳۶۱ به صورت تفریحی و با علاقه و شاید برای کسب آرامش درون شروع به خوشنویسی نمود. به دلیل عدم دسترسی مستقیم به استاد خوشنویسی از همان کتاب‌های درسی و خصوصاً خط «استاد احصایی» استفاده می‌نمود تا آنکه با مطالعه «مجله رشد» و مصاحبه‌ای از استاد امیرخانی که در آن از هموطنان شهرستانی برای استفاده از کلاس‌های مکاتبه‌ای «انجمن خوشنویسان ایران» دعوت شده بود؛ در سال ۱۳۶۴ برای ثبت نام به انجمن خوشنویسان مراجعه و با استادی بنام «مجید حسین‌زاده» به مدت یکسال به صورت مکاتبه‌ای ارتباط برقرار می‌کند و دوره متوسطه را می‌گذراند و سپس با استاد کامل و شخصیت برجسته و انسان تیزهوش و با جذبه‌ای بنام «جواد بختیاری» آشنا می‌شود و بعد از ۴ سال کار با استاد بختیاری دوره ممتاز را در ۱۳۶۸ به پایان می‌رساند. خط ثلث را نیز از نزد استاد حسینی موحد شروع و در سال‌های ۱۳۶۵ تا ۱۳۶۸ از استاد قنبری تلمّذ می‌نماید. استاد صادقی بعد از دوره ممتاز نیز ارتباط با بزرگان هنر اصیل خوشنویسی را حفظ کرده و در سال ۱۳۷۶–۱۳۷۷ نیز از کلاس‌های فوق ممتاز استاد امیرخانی (واقع در فرهنگسرای ارسباران) بهره می‌برد و نتیجه آن را بسیار سودمند می‌دانست. از آثار اساتید دوره قاجار چون میرعماد به عنوان قله تسخیر ناپذیر و نیز میرزا غلامرضا اصفهانی و میرحسین تُرک و میرزا کاظم، تأثیر فراوانی می‌گیرد. همچنین آثار محمدرضا کلهر و عمادالکتاب نیز برای وی الهام بخش بوده ولی شاید بتوان گفت بیشترین تأثیر را از استاد امیرخانی گرفته و در طی این مسیر استاد بختیاری همواره همراه و راهنمای وی بوده‌است. از ۱۳۷۴ و با تأسیس انجمن خوشنویسان ایران- شعبه تکاب به تعلیم علاقمندانهٔ این هنر بزرگ مشغول شد.
استاد صادقی در خط کتابت از خط اساتید: کلهر و غلامحسین امیرخانی و فلسفی و خروش تأثیر گرفت و در چلیپا نیز از استاد اخوین تأثیر وافری می‌گرفت. آشنایی با استاد حیدری در سال ۱۳۷۰ علاقه به خط شکسته در وی را دو چندان نمود و پس از آن به صورت حرفه‌ای به نوشتن خط شکسته نیز پرداخت.
در سال ۱۳۸۶ موفق به کسب درجه فوق ممتاز از «انجمن خوشنویسان ایران» گردید و در سال ۱۳۸۷ نیز ازسوی شورای ارزشیابی هنری انجمن خوشنویسان ایران موفق به کسب درجه «استادی» شد. استاد صادقی در زندگی گرانمایهٔ خویش به انواع فعالیت‌های هنری در زمینه خوشنویسی اعم از: شرکت در تصحیح اوراق امتحانی انجمن خوشنویسان ایران، نوشتن انواع تابلوها و قطعات خوشنویسی خصوصاً در سه نوع نستعلیق، ثلث، و شکسته، تابلو نویسی، سنگ نویسی، دیوارنویسی، شرکت در جشنواره‌های خوشنویسی شهرستانی، استانی، کشوری و بین‌المللی با عناوین «بخش مسابقه» و «داوری»؛ تربیت بیش از ۶۰ هنرجوی فارغ‌التحصیل ممتاز در ۳ رشته مذکور و… همت گمارد. وی به دلیل طبع بلندی که داشتند از هنرهای دیگر نیز غافل نبوده و در موسیقی اصیل ایرانی و آذربایجانی و نقاشی و نگارگری و…؛ حداقل به عنوان مخاطب حرفه‌ای صاحب ذوق و نظر بودند. علاقمندان استاد اباصلت صادقی از تمام نقاط ایران بطور مستقیم یا غیرمستقیم از خط و شخصیت و ادب وی تأثیر فراوانی گرفته‌اند.
استاد اباصلت صادقی در سن ۴۳ سالگی در سحرگاه روز ششم اردیبهشت سال ۱۳۹۱ در اثر ایست قلبی درگذشت

## آثار
۱- شه ملک لافتی
مرقع آثار خوشنویسی استاد اباصلت صادقی
مؤسسه سیمین خط - خانواده استاد صادقی